# Ambroise Marie François Joseph Palisot de Beauvois
Pour les articles homonymes, voir Beauvois.
 (décembre 2017).
Si vous disposez d'ouvrages ou d'articles de référence ou si vous connaissez des sites web de qualité traitant du thème abordé ici, merci de compléter l'article en donnant les références utiles à sa vérifiabilité et en les liant à la section « Notes et références ».
Ambroise Marie François Joseph Palisot, baron de Beauvois est un naturaliste français, né le 27 juillet 1752 à Arras et mort le 21 janvier 1820 à Paris.

## Biographie
Il fait des études de droit et devient avocat au parlement de Paris en 1772 puis receveur-général des domaines et bois. Il décide alors de se consacrer à l’histoire naturelle et principalement à la botanique. Il suit les cours de Bernard de Jussieu (1699-1777) et est nommé correspondant de l'Académie des sciences en 1781.
En 1786, il part en voyage, d'abord en Afrique où il visite des régions encore presque inconnues au Bénin et où il constitue une grande collection de plantes et d'insectes qu’il fait parvenir à Paris. Il arrive à Saint-Domingue (aujourd’hui Haïti) en 1788, sa santé très compromise. En 1790, il devient membre du conseil supérieur de la colonie et s'oppose activement à la fin de l'esclavage. Il dénonce notamment les philanthropes britanniques qu'il accuse, non de se soucier de la cause des noirs, mais de vouloir la ruine des colonies dépendantes de l'esclavage.
La révolte grondant, il est chargé d’obtenir des secours des États-Unis voisins et se rend en 1791, à Philadelphie, mais sa mission échoue. Il retourne alors dans l’île et échappe de peu à la mort. Enfin, ruiné par les révoltes qui secouent l'île, il doit s'enfuir à Philadelphie en 1793 dans la plus grande pauvreté et ayant perdu toutes ses collections. De plus, préparant son retour en France, il apprend que la Révolution française le déclare proscrit et que ses biens sont séquestrés.
Pour survivre, il travaille un temps dans un orchestre d’un cirque mais consacre tout son temps disponible à l’histoire naturelle. Grâce à l’aide de l’ambassadeur de France, Pierre Auguste Adet (1763-1832), il réussit à faire un voyage dans l'intérieur de l'Amérique du Nord et passe plusieurs mois chez les Amérindiens Creeks et Cherokees. Il devient membre de l'Académie des sciences naturelles de Philadelphie où il présente ses observations.
C’est alors qu’il prépare une autre expédition, en 1798, qu’il apprend qu’il a été rayé de la liste des proscrits et qu’il peut rentrer en France où il finit par obtenir la libération de ses biens. En 1806, il remplace Michel Adanson (1727-1806) à l'Académie des sciences et devient membre du conseil de l'université en 1815.
Il s'est particulièrement intéressé aux cryptogames et aux graminées chez les végétaux et aux insectes pour les animaux. Il étudie particulièrement les organes de reproduction des mousses dont il précise le fonctionnement.

## Œuvres
(Liste partielle)
Selon Bnf - Catalogue général et IdRef :
- Catalogue raisonné du Museum de Mr. G. W. Peale (1796)
- Flore d'Oware et de Benin (1804-1821, deux volumes, 120 planches).
- Insectes recueillis en Afrique et en Amérique : dans les royaumes d'Oware et de Benin, a Saint-Domingue et dans les États-Unis, pendant les années 1786-1797 (1805-1821, 90 planches).
- Napoléone impériale : Napoleonaea imperialis. Premier genre d'un nouvel ordre de plantes, les Napoléonées (1804).
- Prodrome des cinquième et sixième familles de l'Æthéogamie, les mousses, les lycopodes (1805).
- Éloge historique de M. Fourcroy  (1810).
- Essai d'une nouvelle agrostographie : ou Nouveaux genres des graminées : avec figures représentant les caractères de tous les genres (1812).
- Réfutation d'un écrit intitulé : Résumé du témoignage... touchant la traite des nègres, adressé aux différentes puissances de la chrétienté, par M. Palisot, baron de Beauvois (1814)
- Description d'une aggrégation de pierres observée dans la Caroline du Nord, Etats-Unis d'Amérique et connue dans le pays sous la dénomination de mur naturel (natural wall) (1818).
- Muscologie ou traité sur les mousses (1822).